# جيرالد ماكونيل
جيرالد ماكونيل (بالإنجليزية: Gerald McConnell)‏ هو رسام توضيحي أمريكي، ولد في 1931، وتوفي في 2004.